# Уряд Сінгапуру
Уряд Сінгапуру — вищий орган виконавчої влади Сінгапуру.

## Голова уряду
- Прем'єр-міністр — Лі Сянь Лун (англ. Lee Hsien Loong).
- Віце-прем'єр-міністр — Тарман Шанмугаратнам (англ. Tharman Shanmugaratnam).
- Віце-прем'єр-міністр — Тео Чі Хін (англ. Teo Chee Hean).

## Кабінет міністрів
Склад чинного уряду подано станом на 28 жовтня 2015 року.
| Логотип | Міністерство                                                     | Міністр                                             | Фото | Час на посаді | Час на посаді | Партія | Партія | Вебсайт |
| ------- | ---------------------------------------------------------------- | --------------------------------------------------- | ---- | ------------- | ------------- | ------ | ------ | ------- |
|         | Міністр-координатор економічної та соціальної політики Сінгапуру | Тарман Шаанмугаратнам (Tharman Shanmugaratnam)      |      |               |               |        |        |         |
|         | Міністр-координатор інфраструктури Сінгапуру                     | Хо Бун Ван (Khaw Boon Wan)                          |      |               |               |        |        |         |
|         | Міністр-координатор національної безпеки Сінгапуру               | Тео Чі Хін (Teo Chee Hean)                          |      |               |               |        |        |         |
|         | Міністерство вищої освіти                                        | Он Є Кун (Ong Ye Kung)                              |      |               |               |        |        |         |
|         | Міністерство внутрішніх справ                                    | Касівісванатан Шанмугам (Kasiviswanathan Shanmugam) |      |               |               |        |        |         |
|         | Міністерство екології та водних ресурсів                         | Масагос Зулькіфлі (Masagos Zulkifli)                |      |               |               |        |        |         |
|         | Міністерство зв'язку та інформації                               | Яакуб Ібрагім (Yaacob Ibrahim)                      |      |               |               |        |        |         |
|         | Міністерство закордонних справ                                   | Вівіан Балакрішнан (Vivian Balakrishnan)            |      |               |               |        |        |         |
|         | Міністерство культури, громад та молоді                          | Грейс Фу Хай Єн (Grace Fu Hai Yen)                  |      |               |               |        |        |         |
|         | Міністерство людських ресурсів                                   | Лім Сві Сей (Lim Swee Say)                          |      |               |               |        |        |         |
|         | Міністерство національного розвитку                              | Лоуренс Вонг (Lawrence Wong)                        |      |               |               |        |        |         |
|         | Міністерство оборони                                             | Нг Енг Хен (Ng Eng Hen)                             |      |               |               |        |        |         |
|         | Міністерство охорони здоров'я                                    | Ган Кім Юн (Gan Kim Yong)                           |      |               |               |        |        |         |
|         | Міністерство розвитку сім'ї та соціуму                           | Тан Хуан Їн (Tan Chuan Jin)                         |      |               |               |        |        |         |
|         | Міністерство середньої освіти                                    | Нг Чі Мен (Ng Chee Meng)                            |      |               |               |        |        |         |
|         | Міністерство промисловості                                       | —                                                   |      |               |               |        |        |         |
|         | Міністерство торгівлі                                            | Лім Хенг Кіанг (Lim Hng Kiang)                      |      |               |               |        |        |         |
|         | Міністерство транспорту                                          | Хо Бун Ван (Khaw Boon Wan)                          |      |               |               |        |        |         |
|         | Міністерство у справах ісламу                                    | Яакуб Ібрахім (Yaacob Ibrahim)                      |      |               |               |        |        |         |
|         | Міністерство фінансів                                            | Хенг Сві Кіт (Heng Swee Keat)                       |      |               |               |        |        |         |
|         | Міністерство юстиції                                             | Касівісванатан Шанмугам (Kasiviswanathan Shanmugam) |      |               |               |        |        |         |
|         | Міністр офісу прем'єр-міністра Сінгапуру                         | Чан Чун Сінг (Chan Chun Sing)                       |      |               |               |        |        |         |
|         | Міністр офісу прем'єр-міністра Сінгапуру                         | Масагос Зулькіфлі (Masagos Zulkifli)                |      |               |               |        |        |         |